# ビッグバイアモン
ビッグバイアモン（欧字名:Big Baillamont、1993年4月16日 - 不明）は、日本の競走馬。主な勝ち鞍に1996年のラジオたんぱ賞。
半妹に、2003年に史上2頭目の牝馬三冠を達成したスティルインラブがいる。

## 経歴

### 競走馬時代
1996年4月21日、新潟競馬場第1競走の4歳未出走戦で、宝来城多郎を鞍上にデビューし、1番人気に応え2着に3馬身以上付ける圧勝でデビュー勝ちを収めた。そのままダービーへの出走権を賭け、プリンシパルステークスに直行。今後のレースを共にする蛯名正義に乗り替わって出走した。しかし、前走より1200m伸びた距離を逃げ切ることは出来ず3着に敗れ、ダービーへの出走は叶わなかった。その後、続くほうせんか賞（500万下）を2着に6馬身差も付ける圧勝で制すると、2番人気の評価でラジオたんぱ賞へ出走することとなった。他の出走馬にはNHKマイルカップ2着のツクバシンフォニー、皐月賞と東京優駿で3着のメイショウジェニエと強豪が揃ったが、レースではビッグバイアモンがこれまで通り逃げ、最後の直線で追いすがるカシマドリーム（青葉賞2着馬）を半馬身抑え、レコードタイムで逃げ切り勝ちを収めた。この勝利で秋のGI戦線での活躍が期待されたが、単勝1.4倍の1番人気で挑んだ神戸新聞杯で5着に敗れた。そして、レース後に左前浅屈腱断裂を発症していたことが判明し、競走能力喪失と判断され、わずか5戦で現役引退を余儀なくされることとなった。

### 引退後
引退後は東北地方の乗馬クラブに引き取られた。種牡馬にする計画もあり去勢をしないままで繋養されていたが、結局ビッグバイアモンが種牡馬となることはなかった。
その後、半妹スティルインラブが牝馬三冠を達成した2003年までの間に乗馬クラブを移動したというが、現在の動向はわかっていない。後年、かつての鞍上の蛯名は、ビッグバイアモンを「無事なら天皇賞・秋くらいなら勝てた馬」と評している。

## 競走成績
以下の内容は、netkeiba.comおよびJBISサーチに基づく。
| 競走日     | 競馬場 | 競走名         | 格      | 距離（馬場）  | 頭 数 | 枠 番 | 馬 番 | オッズ （人気） | 着順 | タイム （上り3F） | 着差 | 騎手        | 斤量 [kg] | 1着馬（2着馬）       | 馬体重 [kg] |
| ---------- | ------ | -------------- | ------- | ------------- | ----- | ----- | ----- | --------------- | ---- | ----------------- | ---- | ----------- | --------- | -------------------- | ----------- |
| 1996.04.21 | 新潟   | 4歳未出走      |         | ダ1000m（稍） | 12    | 5     | 6     | 001.90（1人）   | 01着 | R1:00.6（36.8）   | -0.6 | 0宝来城多郎 | 55        | （クラウドメアリー） | 478         |
| 0000.05.11 | 東京   | プリンシパルS  | OP      | 芝2200m（良） | 13    | 8     | 13    | 029.00（6人）   | 03着 | R2:14.2（35.6）   | -0.3 | 0蛯名正義   | 56        | ダンスインザダーク   | 478         |
| 0000.06.09 | 東京   | ほうせんか賞   | 500万下 | 芝2000m（良） | 15    | 7     | 12    | 001.80（1人）   | 01着 | R2:00.2（36.3）   | -1.0 | 0蛯名正義   | 55        | ダイワセキト         | 476         |
| 0000.06.30 | 中山   | ラジオたんぱ賞 | GIII    | 芝1800m（良） | 9     | 5     | 5     | 003.70（2人）   | 01着 | R1:46.0（34.6）   | -0.1 | 0蛯名正義   | 54        | （カシマドリーム）   | 486         |
| 0000.09.15 | 阪神   | 神戸新聞杯     | GII     | 芝2000m（良） | 10    | 7     | 8     | 001.40（1人）   | 05着 | R2:02.1（36.8）   | -0.9 | 0蛯名正義   | 56        | シロキタクロス       | 490         |

※タイム欄のRはレコード勝ちを示す。

## 血統表
| ビッグバイアモンの血統                | ビッグバイアモンの血統         | ビッグバイアモンの血統   | （血統表の出典）         | （血統表の出典）  |
| 父系                                  | ブラッシンググルーム系         | ブラッシンググルーム系   | ブラッシンググルーム系   | [ § 2 ]           |
| 父 *バイアモン Baillamont 1982 鹿毛   | 父の父Blushing Groom 1974 栗毛 | Red God                  | Nasrullah                | Nasrullah         |
| 父 *バイアモン Baillamont 1982 鹿毛   | 父の父Blushing Groom 1974 栗毛 | Red God                  | Spring Run               |                   |
| 父 *バイアモン Baillamont 1982 鹿毛   | 父の父Blushing Groom 1974 栗毛 | Runaway Bride            | Wild Risk                | Wild Risk         |
| 父 *バイアモン Baillamont 1982 鹿毛   | 父の父Blushing Groom 1974 栗毛 | Runaway Bride            | Aimee                    |                   |
| 父 *バイアモン Baillamont 1982 鹿毛   | 父の母Lodeve 1972 鹿毛         | Shoemaker                | *セントクレスピン        | *セントクレスピン |
| 父 *バイアモン Baillamont 1982 鹿毛   | 父の母Lodeve 1972 鹿毛         | Shoemaker                | *ウィップコード          |                   |
| 父 *バイアモン Baillamont 1982 鹿毛   | 父の母Lodeve 1972 鹿毛         | Locust Time              | Spy Song                 | Spy Song          |
| 父 *バイアモン Baillamont 1982 鹿毛   | 父の母Lodeve 1972 鹿毛         | Locust Time              | Snow Goose               |                   |
| 母 *ブラダマンテ Bradamante 1986 栗毛 | 母の父Roberto 1969 鹿毛        | Hail to Reason           | Turn-to                  | Turn-to           |
| 母 *ブラダマンテ Bradamante 1986 栗毛 | 母の父Roberto 1969 鹿毛        | Hail to Reason           | Nothirdchance            |                   |
| 母 *ブラダマンテ Bradamante 1986 栗毛 | 母の父Roberto 1969 鹿毛        | Bramalea                 | Nashua                   | Nashua            |
| 母 *ブラダマンテ Bradamante 1986 栗毛 | 母の父Roberto 1969 鹿毛        | Bramalea                 | Rarelea                  |                   |
| 母 *ブラダマンテ Bradamante 1986 栗毛 | 母の母Sulemeif 1980 栗毛       | Northern Dancer          | Nearctic                 | Nearctic          |
| 母 *ブラダマンテ Bradamante 1986 栗毛 | 母の母Sulemeif 1980 栗毛       | Northern Dancer          | Natalma                  |                   |
| 母 *ブラダマンテ Bradamante 1986 栗毛 | 母の母Sulemeif 1980 栗毛       | Barely Even              | Creme dela Creme         | Creme dela Creme  |
| 母 *ブラダマンテ Bradamante 1986 栗毛 | 母の母Sulemeif 1980 栗毛       | Barely Even              | Dodge Me                 |                   |
| 母系(F-No.)                           | (FN:10-d)                      | (FN:10-d)                | (FN:10-d)                | [ § 3 ]           |
| 5代内の近親交配                       | Nasrullah 4×5 Nearco 5×5       | Nasrullah 4×5 Nearco 5×5 | Nasrullah 4×5 Nearco 5×5 | [ § 4 ]           |
| 出典                                  | 1. 2. 3. 4.                    | 1. 2. 3. 4.              | 1. 2. 3. 4.              | 1. 2. 3. 4.       |

- 半妹ブレッシング（父マルゼンスキー）の産駒に2015年小倉記念勝ち馬のアズマシャトルがいる。